# Jochen Bender
Jochen Bender, eigentlich Hans-Joachim Bender (* 4. März 1942 in Frankfurt am Main) ist ein ehemaliger deutscher Leichtathlet, der – für die Bundesrepublik startend – bei den Europameisterschaften 1962 in Belgrad die Goldmedaille in der deutschen 4-mal-100-Meter-Staffel gemeinsam mit Klaus Ulonska, Peter Gamper und Manfred Germar gewann.

## Leben
1959 zog Bender für drei Jahre nach London, besuchte das City of London College und begann wegen erheblicher gesundheitlicher Probleme mit dem Sport. Bald erkannte er die Chance als Sprinter erfolgreich zu werden. Sein Hauptmotiv für das erforderliche, sehr harte Training war, mit der Nationalmannschaft zu reisen. Die Stiftung Deutsche Sporthilfe gab es damals noch nicht.
Er war Mitglied von Eintracht Frankfurt, wurde für seinen Verein Deutscher Meister 1962 in der 4-mal-100-Meter-Staffel, gewann die britischen Hallenmeisterschaften 1963 in London über 60 Yards und stellte im März 1963 in Berlin eine Hallenweltbestzeit über 60 Meter in 6,5 s auf. Mit Klaus Ulonska, Peter Gamper und Manfred Germar wurde Bender im Jahr 1962 in Belgrad Europameister in der 4-mal-100-Meter-Staffel. Seine größte Niederlage erlebte er bei der Qualifikation der 4-mal-100-Meter-Staffel in der Ausscheidung mit der DDR-Staffel für die gesamtdeutsche Olympiamannschaft 1964.
Um sein Leben selbständig zu finanzieren, beendete Bender seine Sportlaufbahn sehr früh und wurde 1963 für British Airways und später für die brasilianische Fluglinie Varig im Marketing tätig. Diese Jobs ermöglichten ihm Reisen in alle Welt zu unternehmen. Südamerika interessierte ihn dabei ganz besonders. In den 1960er Jahren war Bender in seinem Jahresurlaub als Reiseleiter im Himalaya und in Lateinamerika tätig. Mit dem Verkauf seiner Fotos und Reiseberichten verdiente er sich das Geld für die nächsten Reisen.
Von Josef Neckermann kam Anfang 1970 das Angebot einer der beiden Geschäftsführer der Sporthilfe zu werden, was insbesondere in der Vorbereitung auf die Olympischen Spiele in München von großem Reiz und Bedeutung für den Sport war. Die Tätigkeit für die Sporthilfe eröffnete ihm persönlichen Zugang zu Entscheidungsträgern der Politik, Wirtschaft und des Sports. Nach den Olympischen Spielen wurde Bender Geschäftsführer der Maritim-Hotelgesellschaft International mit der Aufgabe neue Hotels im Ausland zu entwickeln.
Danach war Bender als Geschäftsführer Europa einer Beteiligungsgesellschaft der Deutsche Bank AG und eines amerikanischen Konzerns zur Entwicklung von Golfanlagen und Hotels tätig. Jochen Bender war zudem Mitglied des Vorstands der Whitbread PLC in London.
Seit 1997 ist Jochen Bender selbständig als Berater für die Entwicklung von Hotels, Resorts, Golfanlagen und Ferienimmobilien.
Seit Anfang 2011 ist Jochen Bender ehrenamtlich als Bevollmächtigter für Frankfurt und Rhein-Main des Förderverein Berliner Schloss e. V. tätig, der sich für den Wiederaufbau des Berliner Schlosses als Humboldt-Forum engagiert.
Bender ist Mitglied des „Frankfurter Zukunftsrat e. V.“
Er ist einer der Gründer des „Deutsch Chinesischen Automobilclub“ im AvD
und des „German American Automobile Club“ im AvD, in dem er auch als Vice President tätig ist.
| Personendaten    | Personendaten          |
| ---------------- | ---------------------- |
| NAME             | Bender, Jochen         |
| ALTERNATIVNAMEN  | Bender, Hans-Joachim   |
| KURZBESCHREIBUNG | deutscher Leichtathlet |
| GEBURTSDATUM     | 4. März 1942           |
| GEBURTSORT       | Frankfurt am Main      |